# BMW Sauber F1.07
La BMW Sauber F1.07 è la seconda vettura, costruita dalla BMW, che partecipò al campionato del 2007 di Formula 1, con il pilota tedesco, Nick Heidfeld e con il pilota polacco Robert Kubica.
La scuderia, con questa vettura arrivò seconda nel campionato costruttori con 101 punti, dopo la squalifica della Mclaren per la spy story.
Nel campionato piloti Heidfeld è 5° con 61 punti e Kubica è 6° con 39 Punti.

## Livrea
La BMW Sauber è entrata nella stagione 2007 con continuità di sponsorizzazione; a differenza di molte squadre rivali, come McLaren, Honda e Renault, che hanno dovuto abbandonare la sponsorizzazione del tabacco. Ciò significava che le auto del 2007 avevano una livrea simile a quella del design del 2006 con solo lievi modifiche.

## Prestazione

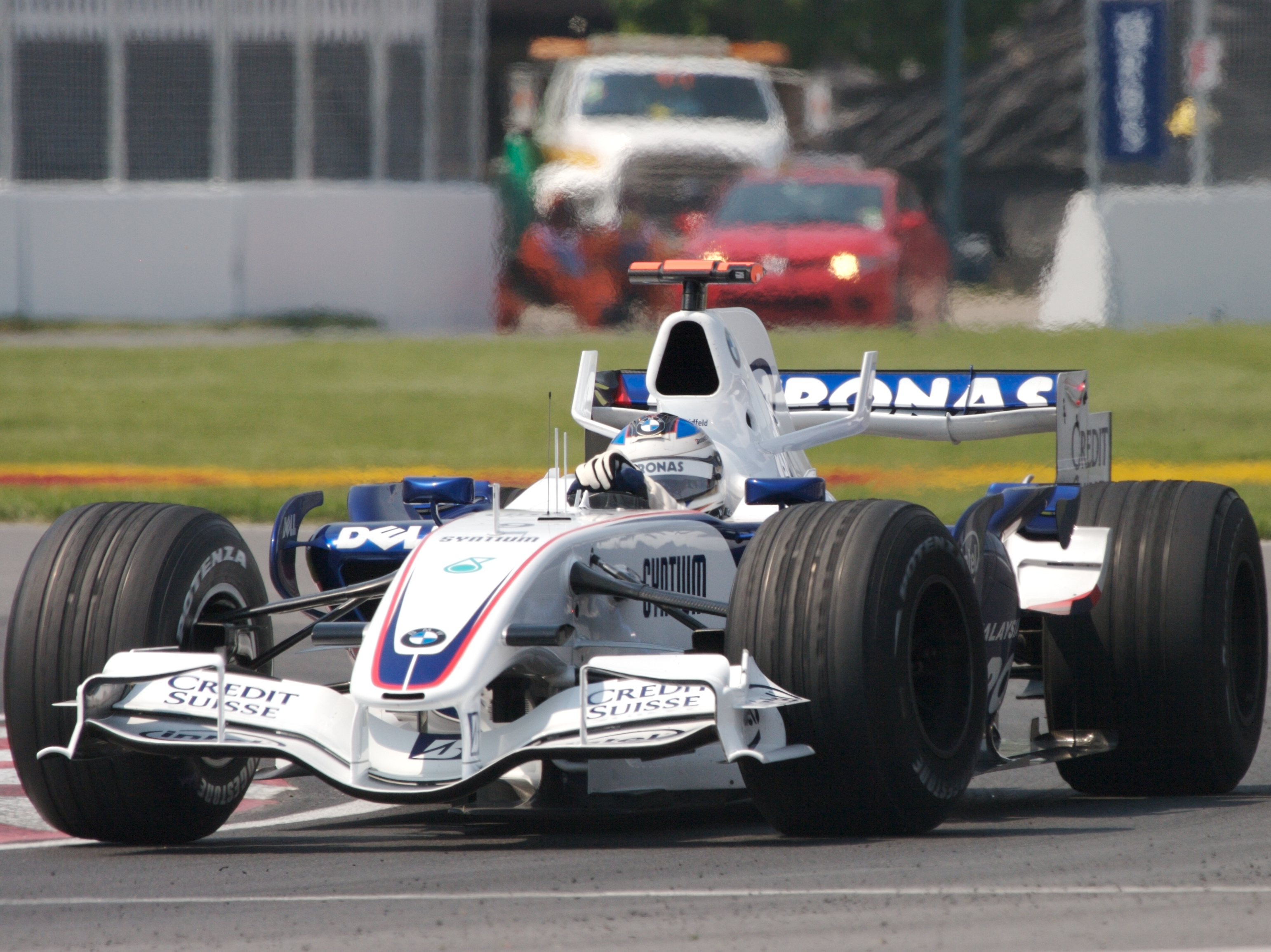
Nick Heidfeld al Gran Premio del Canada 2007.

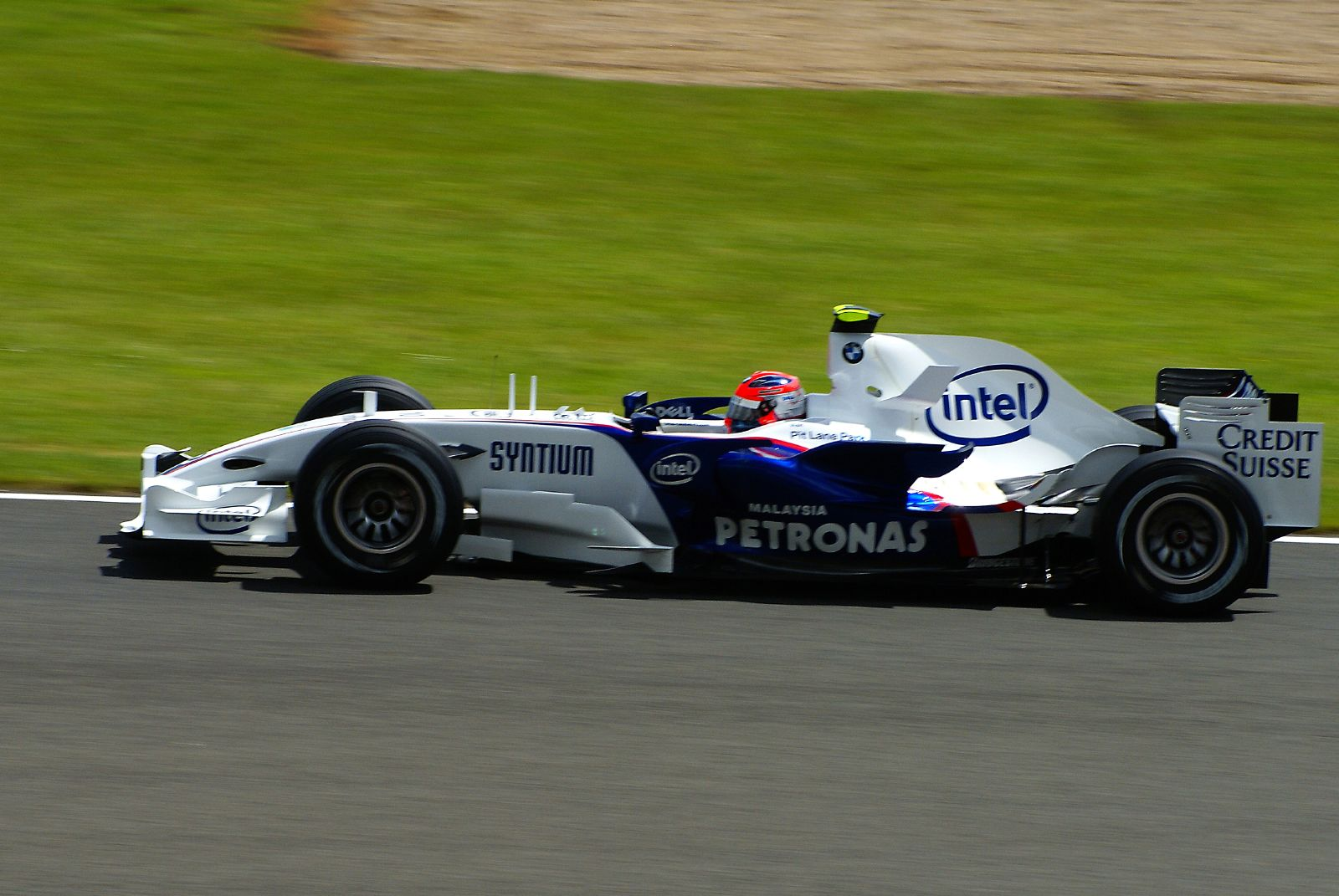
Robert Kubica al Gran Premio di Gran Bretagna 2007.

L'auto è stata un significativo passo avanti rispetto alla F1.06 del 2006, ottenendo 2 posizioni sul podio in una stagione in cui 46 delle possibili 51 posizioni sul podio sono state occupate dalla Scuderia Ferrari e dalla McLaren in una stagione dominante. Entrambi erano di Nick Heidfeld: un 2° al Gran Premio del Canada 2007 e un 3° al Gran Premio d'Ungheria 2007. Tuttavia, hanno segnato punti in 26 delle 34 possibili occasioni. Hanno segnato punti con almeno una vettura in ogni singola gara e punti con entrambe le vetture per sei gare di fila tra il Gran Premio di Francia e quello d'Italia. Robert Kubica ha ottenuto il 4º posto in Spagna, Francia e Gran Bretagna, che sono stati i suoi migliori risultati. Sebastian Vettel ha segnato punti per l'8º posto nella sua unica apparizione con la squadra, al Gran Premio degli Stati Uniti.
Heidfeld è stato l'unico pilota a rompere frequentemente la situazione di stallo Ferrari/McLaren in testa alle qualifiche, con il suo miglior risultato che è stato il 2º posto in griglia in Ungheria. Le vetture BMW Sauber si sono qualificate tra le prime 10 in ogni gara a parte Kubica che si è qualificata al 14º posto in Belgio.
L'auto è stata anche coinvolta in uno dei più grandi incidenti dell'era moderna, quello di Kubica al Gran Premio del Canada 2007. È stato sostituito dal futuro campione del mondo Sebastian Vettel per una gara.

## Piloti
| Piloti ufficiali    | Piloti ufficiali | Piloti ufficiali |
| Nazione             | Nome             | Numero           |
| ------------------- | ---------------- | ---------------- |
| Germania (bandiera) | Nick Heidfeld    | 9                |
| Polonia (bandiera)  | Robert Kubica    | 10               |
| Germania (bandiera) | Sebastian Vettel | 10               |
| Piloti di riserva   |                  |                  |
| Nazione             | Nome             | Numero           |
| Germania (bandiera) | Timo Glock       | 35               |
| Cina (bandiera)     | Ho-Pin Tung      | 35               |

## Risultati in Formula 1
| Anno | Team               | Motore           | Gomme | Piloti   |     |    |   |     |   |     |     |   |   |   |   |   |   |   |    |     |   | Punti | Pos. |
| ---- | ------------------ | ---------------- | ----- | -------- | --- | -- | - | --- | - | --- | --- | - | - | - | - | - | - | - | -- | --- | - | ----- | ---- |
| 2007 | BMW Sauber F1 Team | BMW P86/7 2.4 V8 | B     | Heidfeld | 4   | 4  | 4 | Rit | 6 | 2   | Rit | 5 | 6 | 6 | 3 | 4 | 4 | 5 | 14 | 7   | 6 | 101   | 2º   |
| 2007 | BMW Sauber F1 Team | BMW P86/7 2.4 V8 | B     | Kubica   | Rit | 18 | 6 | 4   | 5 | Rit | INF | 4 | 4 | 7 | 5 | 8 | 5 | 9 | 7  | Rit | 5 | 101   | 2º   |
| 2007 | BMW Sauber F1 Team | BMW P86/7 2.4 V8 | B     | Vettel   | SP  | SP |   |     |   |     | 8   |   |   |   |   |   |   |   |    |     |   | 101   | 2º   |

| Legenda | 1º posto     | 2º posto | 3º posto    | A punti         | Senza punti/Non class.  | Grassetto – Pole position Corsivo – Giro più veloce |
| Legenda | Squalificato | Ritirato | Non partito | Non qualificato | Solo prove/Terzo pilota | Grassetto – Pole position Corsivo – Giro più veloce |